# Minnie Two Shoes
Minnie Two Shoes (24 de març de 1950—9 d'abril de 2010) fou una publicista de l'American Indian Movement de 1970–76 i que treballà la major part de la seva vida en el periodisme i en la defensa de la causa dels amerindis dels Estats Units.
Ajudà a fundar la Native American Press Association el 1984, que esdevingué Native American Journalists Association el 1990. També va fundar la Wolf Point Traditional Women's Society i edità dues revistes: Native Peoples i Aboriginal Voices. Va ensenyar periodisme a la universitat, i tenia una companyia de producció. També va contribuir amb articles a News From Indian Country. Va treballar amb el Wotanin Wowapi a Fort Peck com a escriptora i columnista per Red Road Home. Com a periodista, ha escrit sobre drets d'aigua, qualitat de l'aire, medi ambient, petroli, gas i desenvolupament econòmic.
Junt amb altres líders a l'American Indian Movement, va aparèixer a la pel·lícula The Spirit of Annie Mae. De fet, ella és sovint citada en un paper decisiu en el descobriment d'informació sobre l'assassinat el 1975 d'Anna Mae Aquash (Annie Mae Pictou-Aquash). Ella coneixia Annie Mae personalment.
Ella estava molt ben considerada com a mentora i activista en la seva comunitat. Ronnie Washines, President de la Native American Journalists Association en 2010, va dir d'ella: "Ella era una defensora sincera de la llibertat de premsa, de la llibertat d'expressió i del menjar gratis per a tothom."
Minnie Two Shoes era una assiniboine-sioux de la reserva índia de Fort Peck a Montana. Va obtenir la seva llicenciatura en Desenvolupament Comunitari al Native American Education Service College de Fort Peck el 1983. També va estudiar a l'Escola de Periodisme de la Universitat de Missouri-Columbia el 1987-1990 i va ser co-fundadora de la Native American Student Association. Va treballar com a instructora en Comunicacions a la Universitat de Fort Peck el 1992-1993.
Va tenir cinc fills: les filles Pahinskwe Two Shoes i Tateyumniwi Carmichael i els fills Honwe Nupa Two Shoes, Peta Tinda Two Shoes i Makbiya Wambli Carmichael. El seu marit, que va morir abans que ella, era John Carmichael. Tenia cinc germanes: Jackie Ramuer, Marlee Eder, Marie Knowles, Margie Eder i Beverly Ruella; i un germà: Peter Ruella. Minnie Two Shoes va morir a Minneapolis, Minnesota el 9 d'abril de 2010 després d'una dura lluita contra el càncer.